# Nouvelle-Hollande (Acadie)
Ne doit pas être confondu avec Nouvelle-Hollande (Brésil) ou Nouvelle-Hollande (Australie).
La Nouvelle-Hollande (en néerlandais : Nederlands Acadië) est une colonie néerlandaise ayant existé de 1674 à 1678, à la place de l'Acadie.

## Histoire

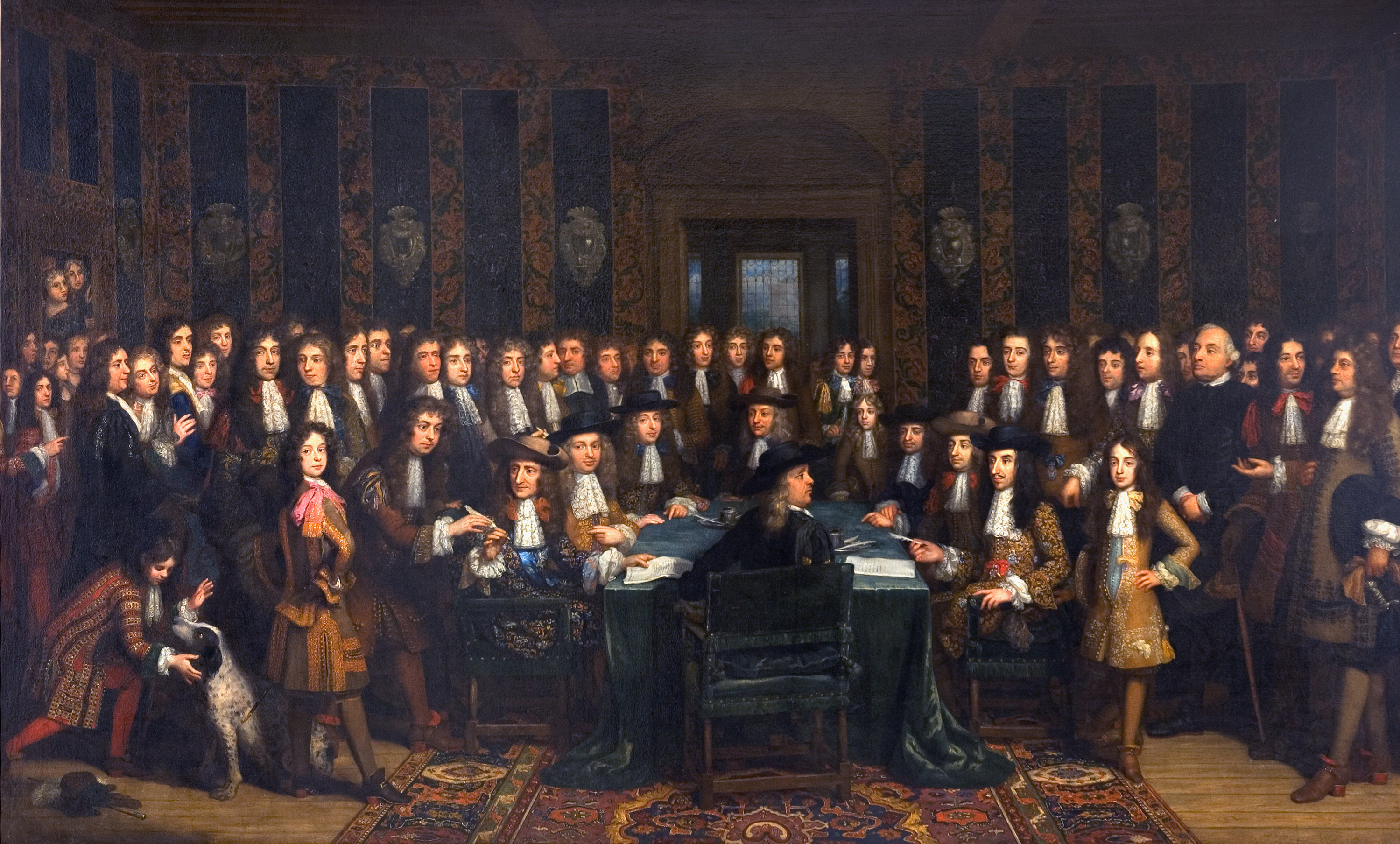
Signature du traité de Nimègue.

Le Néerlandais Jurriaen Aernoutsz prend le fort Pentagouët et le fort Jemseg en 1674. Il renomme le territoire Nouvelle-Hollande. John Rhoades est chargé de la colonie mais il est capturé par des troupes du Massachusetts en 1675. En 1676, la Compagnie néerlandaise des Indes occidentales nomme Cornelius Van Steenwyk (ou Steenwijck) comme gouverneur. Steenwyk ne profite même pas de son titre et le Traité de Nimègue, en 1678, met fin à la guerre entre la France et les Pays-Bas ; la conquête de l'Acadie n'est en fait même pas mentionnée dans le texte du traité.